# Prowincja Wschodnia (Sierra Leone)
Prowincja Wschodnia (ang. Eastern Province) – jedna z 4 prowincji w Sierra Leone, znajdująca się we wschodniej części kraju.